# 레이먼드 레오 버크
레이먼드 레오 버크(영어: Raymond Leo Burke, 1948년 6월 30일 - )는 미국의 로마 가톨릭교회 추기경이다. 1995년부터 2004년까지 라크로스 교구장을 지지냈고, 2004년부터 2008년까지 세인트루이스 대교구장을 지냈으며, 2008년부터 2014년까지는 사도좌 대심원장을 역임했다. 그리고 2014년부터 2023년까지 몰타 기사단 담당 사제를 맡았다.
교회법 전문가인 버크는 가톨릭교회의 고위 성직자들 사이에서 전통주의자들의 대변인으로 여겨진다. 그는 라크로스 교구와 세인트루이스 대교구에서 사목하면서 보수적인 지도자로서 명성을 쌓았다. 트리엔트 미사의 주요 지지자인 버크는 자주 트리엔트 미사를 드리고 전통 가톨릭 사제들의 서품식을 주재했다.

## 같이 보기
- 미국의 로마 가톨릭교회
- 로마 가톨릭교회의 교계제도

1. ↑  “Raymond Leo Cardinal Burke”. 《Archdiocese of St. Louis》. 2011년 7월 18일에 원본 문서에서 보존된 문서. 2016년 8월 17일에 확인함.